# Duncormick
Duncormick ou Duncormac, (en irlandais : Dún Cormaic) est un village rural et une communauté l'environnant situés dans le comté de Wexford, en Irlande.

## Géographie

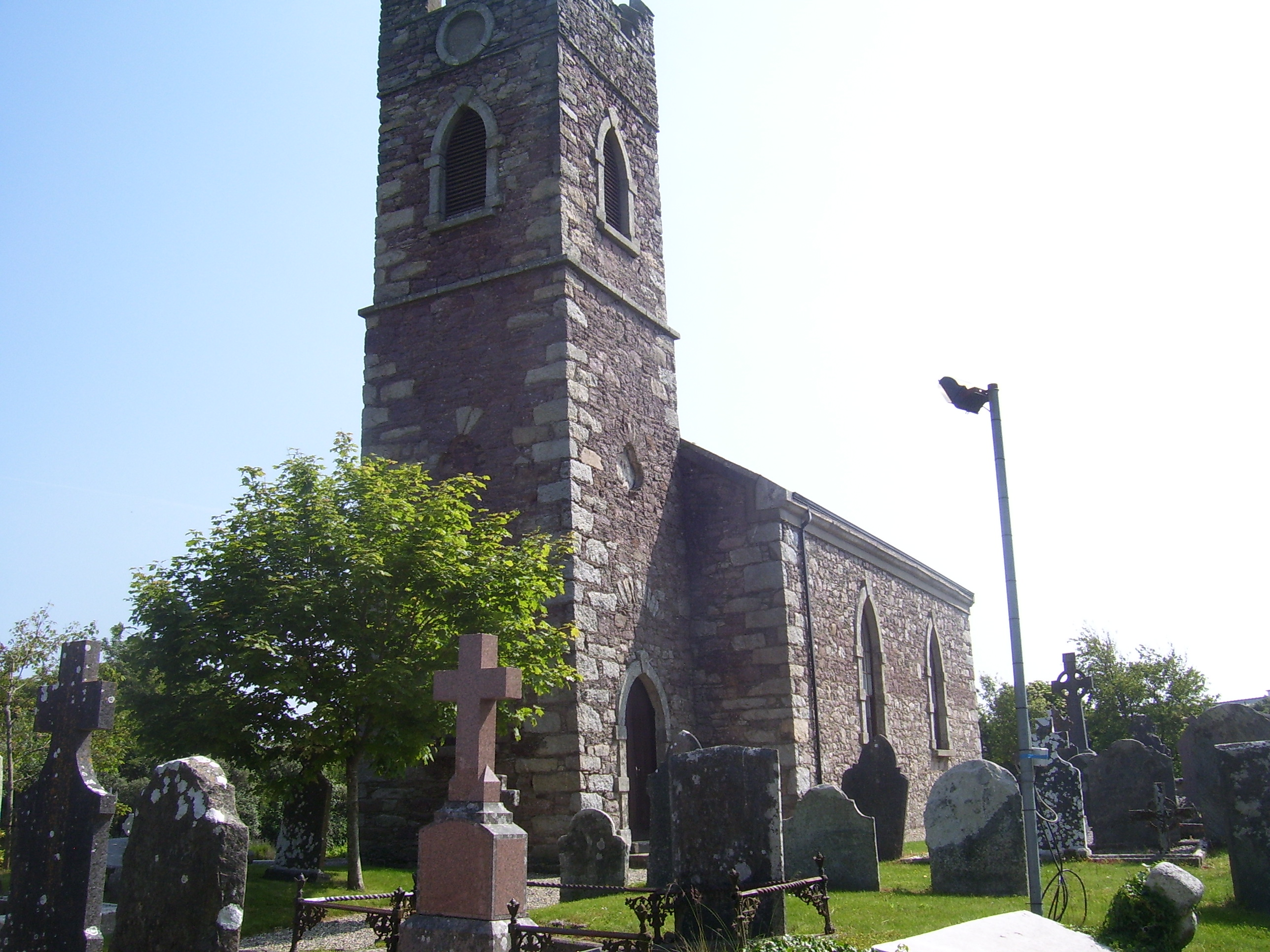
Église de Duncormick.

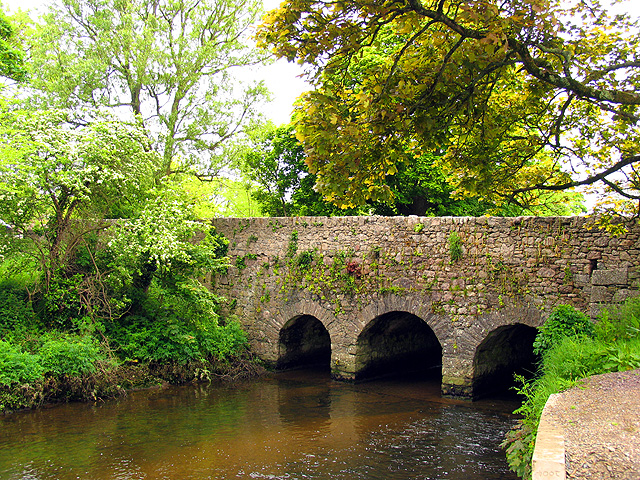
Vieux pont au centre du village.

Le village est à 18 kilomètres (11,18 mi) de la ville de Wexford, à proximité du village de pêcheurs de Kilmore Quay qui est l'un des plus grands ports de pêche d'Irlande.
Duncormick est parfois utilisé pour désigner non seulement un village, mais aussi la zone rurale qui l'entoure.

## Population
Au recensement de 2016, le village de Duncormick comptait 116 habitants. 